# Лалу Бенбрахам
Лалу Бенбрахам (фр. Lahlou Benbraham, нар. 3 червня 1986) — алжирський футбольний арбітр. З 2014 року став судити матчі вищого дивізіону Алжиру.

## Кар'єра
Працював на таких міжнародних змаганнях :
- Молодіжний (U-23) кубок африканських націй 2019 (2 матчі)
- Кубок африканських націй 2021